# 邬强
邬强（1911年—1992年），男，广东英德人，中华人民共和国军事人物、政治人物，曾任广东省军区副司令员，广东省政协副主席。